# Žarko Muljačić
Žarko Muljačić (ur. 2 października 1922 w Splicie, zm. 6 sierpnia 2009 w Zagrzebiu) – chorwacki językoznawca i filolog romanista.

## Życiorys
Studiował romanistykę na Wydziale Filozoficznym Uniwersytetu Zagrzebskiego. Dyplom uzyskał w 1947 r., a doktoryzował się w 1955 r. Habilitację otrzymał w 1960 r.
Wykładał językoznawstwo ogólne, językoznawstwo italianistyczne i romanistyczne na Wydziale Filozoficznym Uniwersytetu w Zadarze. W 1956 r. został docentem, a w 1961 r. – profesorem nadzwyczajnym. W latach 1965–1972 piastował stanowisko profesora zwyczajnego.
Opublikował szereg książek, ok. 400 prac naukowych i ponad 270 recenzji. Napisał kilka krytycznych syntez, wypracował zasady dynamicznej klasyfikacji języków romańskich, badał kształtowanie się romańskich języków standardowych oraz relację między językiem a dialektem. Wprowadził do lingwistyki termin „standardologia”.
Laureat nagrody miasta Zadar (1964), nagrody międzynarodowej „Galileo Galilei” (1983) oraz Commendatore dell’Ordine al Merito della Repubblica Italiana. Odznaczony został Orderem Chorwackiej Jutrzenki z portretem Ruđera Boškovicia (1999).

## Wybrana twórczość
- Uvod u studij talijanskog jezika i književnosti (1956)
- Introduzione allo studio della lingua italiana (1971)
- Fonologia della lingua italiana (1972)
- Genetički, tipološki i standardološki kriteriji u klasifikaciji romanskih jezika (1972)
- Fonologia generale (1973)
- Scaffale italiano. Avviamento bibliografico allo studio della lingua italiana (1991)
- Putovanja Alberta Fortisa po Hrvatskoj i Sloveniji (1996)
- Problemi manjinskih jezika u romanskim državama u Europi (2007)